# Love, Don't Let Me Go
Love, Don't Let Me Go is een nummer van de Franse dj David Guetta uit 2002, ingezongen door de Amerikaanse zanger Chris Willis. Het is de tweede single van hun Guetta's debuutalbum Just a Little More Love.
"Love, Don't Let Me Go" leverde Guetta vooral in thuisland Frankrijk een grote danshit op. De plaat bereikte daar de 4e positie. Ook in het Nederlandse taalgebied werd het nummer een hit, maar het succes was iets minder groot dan in Frankrijk. In de Nederlandse Top 40 bereikte het de 19e positie, en in de Vlaamse Ultratop 50 de 10e.